# Dabie Shan
Dabie Shan (chin. upr.: 大别山; chin. trad.: 大別山; pinyin: Dàbié Shān) – góry we wschodnich Chinach, na granicy prowincji Anhui, Hubei i Henan, rozciągające się na długości ok. 250 km. Najwyższym szczytem jest Tiantangzhai, którego wysokość wynosi 1729 m n.p.m. Występują tam resztki lasów monsunowych oraz zarośla bambusowe, południowe stoki są wykorzystywane pod tarasową uprawę zbóż i herbaty. Góry stanowią barierę klimatyczną dla chłodnych mas powietrza z północy.